# Lydia Isler-Christ
Lydia Isler-Christ (* 12. Dezember 1964) ist eine Schweizer Politikerin (LDP).

## Leben
Isler-Christ ist eidgenössisch diplomierte und seit 2016 selbstständige Apothekerin. Sie ist Präsidentin des Baselstädtischen Apothekerverbands und im Vorstand des Gewerbeverbands Basel-Stadt.
Auf den 1. April 2020 rückte sie als Grossrätin des Kantons Basel-Stadt für ihren Parteikollegen Stephan Schiesser ins Parlament nach.
Isler-Christ ist verheiratet.